# Jaworzyna Śląska
Jaworzyna Śląska prononcé en polonais : [javɔˈʒɨna ˈɕlõska]), (en allemand : Königszelt) est une ville du powiat de Świdnica, situé dans la voïvodie de Basse-Silésie, en Pologne.

## Histoire

### Guerre de Sept Ans: le camp de Bunzelwitz

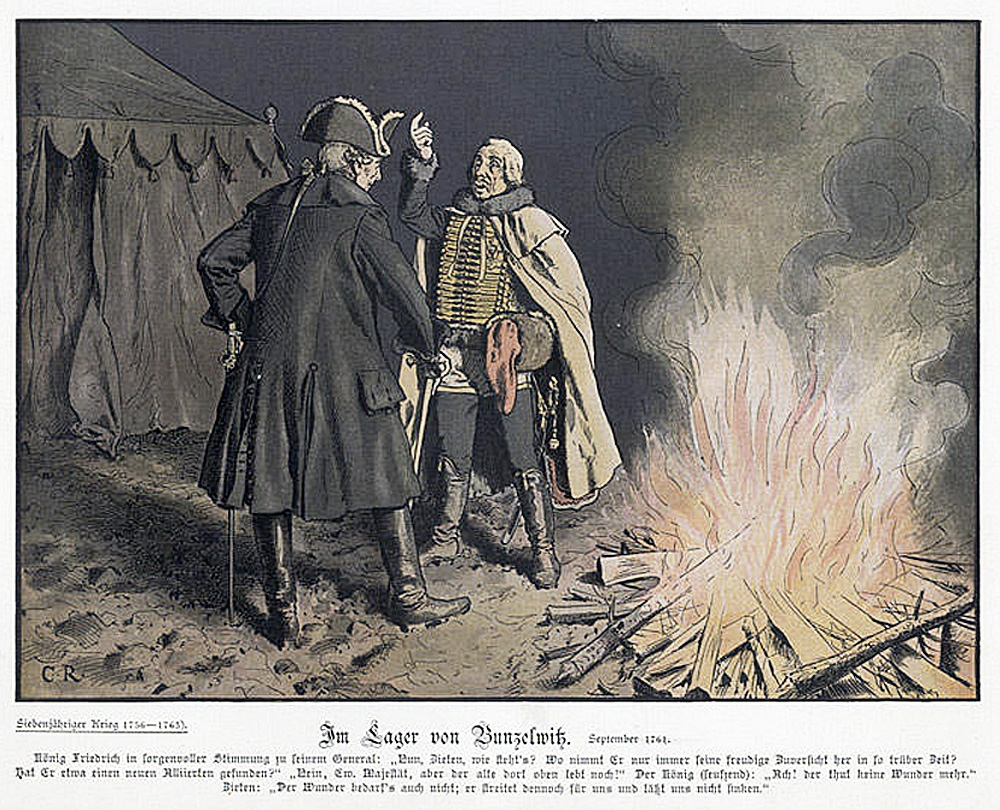
Frédéric le Grand et le général Zieten au camp de Bunzelwitz, gravure de Carl Röchling, v.1890.

Pendant la guerre de Sept Ans, en août-septembre 1761, Frédéric II de Prusse établit un grand camp retranché en Silésie sur le plateau de Bunzelwitz pour faire face à la jonction des deux armées adverses, celle du maréchal autrichien Ernst Gideon von Laudon et celle du maréchal russe Boutourline. Les Austro-Russes totalisent 132 000 hommes contre 58 000 Prussiens selon Ploetz, 90 000 contre 50 000 selon L.H.C. Vauvilliers,. Le camp, centré sur le mamelon de Wurben, est défendu par des marécages, des fossés profonds, plusieurs lignes de palissades, ainsi que par 460 canons et 182 mines. Les villages de Bunzelwitz (aujourd'hui : Bolesławice) et Jauernick (aujourd'hui : Jaworzyna) forment deux citadelles annexes. Les Austro-Russes encerclent tout le camp, sauf une chaussée qui le relie à Schweidnitz, mais, après quelques tentatives contre les deux villages, se querellent entre eux et lèvent le siège au bout de 10 jours sans avoir donné l'assaut : Laudon insiste pour mener une attaque qui les rendrait maîtres de la Silésie tandis que les Russes craignent, non sans raisons, que leurs alliés autrichiens ne leur laissent subir l'essentiel des pertes. C'est également au camp de Bunzelwitz que Frédéric II reçoit l'ambassadeur ottoman Ahmed Resmî Efendi et lui propose une alliance contre les Autrichiens.
Le camp de Bunzelwitz a été cité par les stratèges comme un exemple de victoire par choix d'une position défensive supérieure, notamment par Karl Ludwig von Phull, général prussien au service d'Alexandre Ier en 1812.

### XIXe–XXesiècle

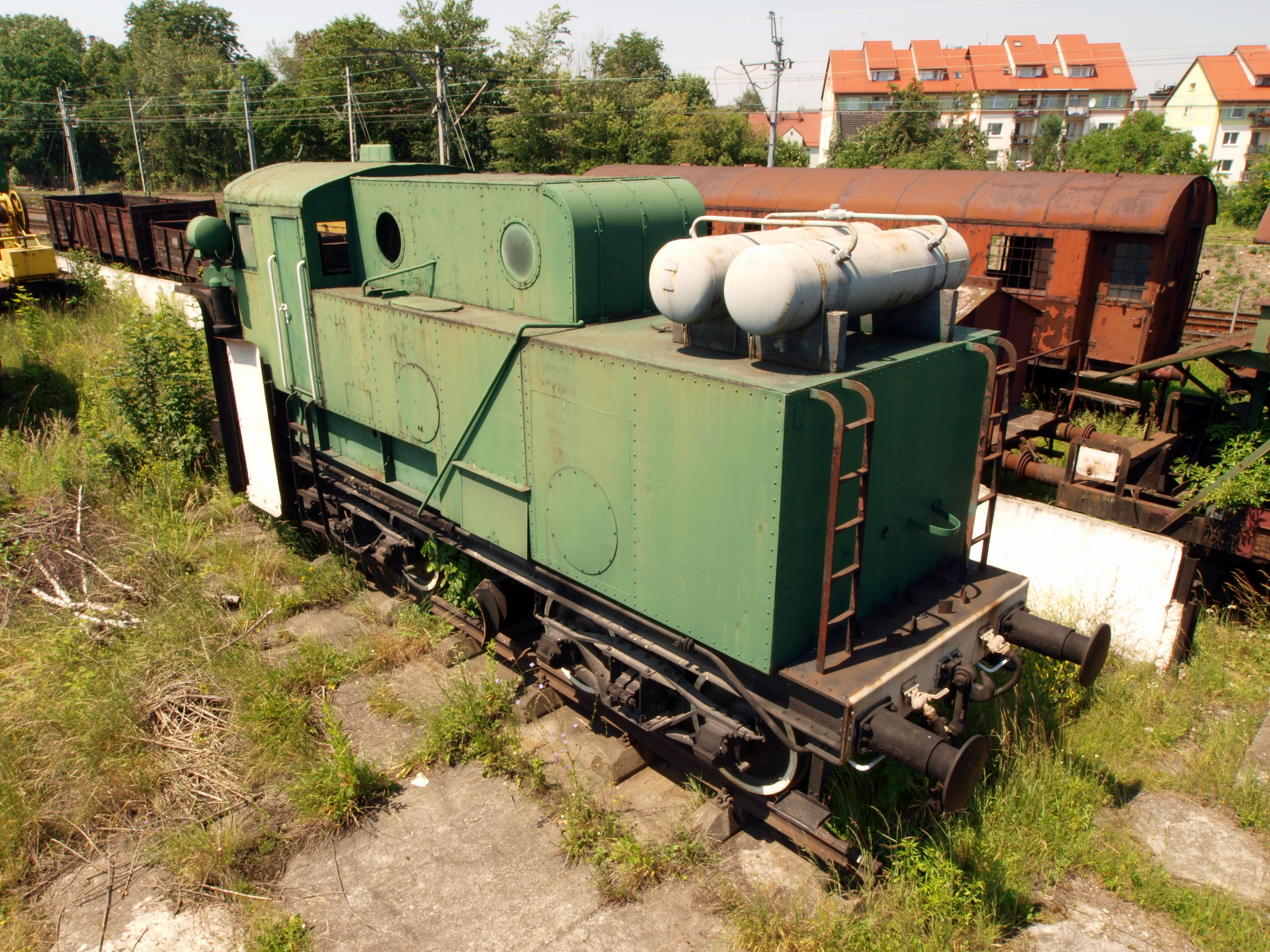
Locomotive chasse-neige au musée industriel et ferroviaire de Base-Silésie.

Au XIXe siècle, Bunzelwitz devient un nœud important des chemins de fer prussiens. Après la mise en service de la voie ferrée reliant Breslau (aujourd’hui Wrocław) et Fribourg-en-Silésie (aujourd’hui Świebodzice) en 1843, une liaison transversale est construite pour relier les villes de Striegau (aujourd’hui Strzegom) et de Schweidnitz (aujourd’hui Świdnica), situées à une dizaine de kilomètres de la voie principale près du village de Bunzelwitz (aujourd’hui Bolesławice). Une gare est construite, rapidement complétée par une colonie ferroviaire. Cette colonie reçoit le nom de Königszelt (« Tente royale »), en souvenir du campement de Frédéric II. En 1853, la voie de Fribourg est prolongée jusqu'à Waldenburg (aujourd’hui Wałbrzych) ; celle de Schweidnitz se poursuit jusqu'à Reichenbach im Eulengebirge (aujourd’hui Dzierżoniów) en 1855, et jusqu’à Neisse (aujourd’hui Nysa) en 1863. La voie de Striegau atteint Legnica, via Jawor, en 1856. Profitant de l'excellente desserte ferroviaire, la fabrique de porcelaine de Königszelt est construite en 1863. En 1929, elle est absorbée par la Lorenz Hutschenreuther AG.
Jusqu'en 1945, Königszelt appartient à l'arrondissement de Schweidnitz, en Allemagne. Après la Seconde Guerre mondiale, en 1945, la Conférence de Potsdam attribue la ville, comme la quasi-totalité de la Silésie, à la Pologne. Königszelt est renommée Jaworzyna Śląska et la population allemande est expulsée. La manufacture de porcelaine est agrandie et devient une des trois plus importantes sociétés du genre en Silésie. Durant l'existence de la République populaire de Pologne, la plus grande partie de sa production est écoulée à l'exportation.
En 1954, Jaworzyna Śląska reçoit le statut de ville et la superficie de la municipalité augmente de 1,34 kilomètre carré à près de 4 km2. Entre 1975 et 1998, Jaworzyna Śląska appartenait à la voïvodie de Wałbrzych.

## Démographie
| 1885  | 1905  | 1939  | 1961  | 1970  | 2005  | 2006  | 2007  | 2008  |
| ----- | ----- | ----- | ----- | ----- | ----- | ----- | ----- | ----- |
| 1 382 | 3 335 | 3 866 | 5 206 | 5 379 | 5 214 | 5 240 | 5 221 | 5 200 |

| 2009  | 2010  | - | - | - | - | - | - | - |
| ----- | ----- | - | - | - | - | - | - | - |
| 5 211 | 5 145 | - | - | - | - | - | - | - |

### Jumelages
Jaworzyna Śląska est jumelée avec Peyremale (département du Gard, région Occitanie,  France), Pfeffenhausen ( Allemagne), Ostritz ( Allemagne), et Teplice ( République tchèque).

## Gmina
Jaworzyna Śląska est le chef-lieu de la gmina du même nom. Celle-ci comporte douze lieux-dits :
| Nom polonais          | Nom allemand  |
| --------------------- | ------------- |
| Jaworzyna Śląska      | Königszelt    |
| Bagieniec             | Teichenau     |
| Bolesławice           | Bunzelwitz    |
| Czechy                | Tschechen     |
| Milikowice            | Arnsdorf      |
| Nowice                | Neudorf       |
| Nowy Jaworów          | Neu Jauernick |
| Pasieczna             | Zedlitz       |
| Pastuchów             | Puschkau      |
| Piotrowice Świdnickie | Peterwitz     |
| Stary Jaworów         | Alt Jauernick |
| Tomkowa               | Tunkendorf    |
| Witków                | Wickendorf    |

Le numéro d'identification de la communauté (GUS) est le 0219043. La gmina de Jaworzyna Śląska a une densité de population de 152,9 habitants/km2.

## Transports
Jaworzyna Śląska est sur les lignes ferroviaires Wrocław-Glowny Świebodzki-Wałbrzych et Świdnica-Legnica. Elle est également reliée par des voies ferrées d'importance secondaire à Strzegom et Kamieniec Ząbkowicki.
La ville est située sur la route Wrocław–Jelenia Góra. L'aéroport international le plus proche est celui de Wrocław.

## Géographie
Jaworzyna Śląska se trouve à mi-chemin entre Strzegom et Świdnica, située à 9 km au sud. La capitale régionale, Wrocław, est à 49 km au nord-est.
L'altitude maximale de la commune est 238 m.

## Sites touristiques
Le principal intérêt touristique de Jaworzyna Śląska est le musée industriel et ferroviaire, avec l'exposition en plein air d'une collection de locomotives à vapeur. Le lac de la commune est utilisé pour la baignade par les habitants, durant les chauds mois d'été.

## Économie
De sa fondation jusqu'en 1863, c'est le chemin de fer qui est le moteur de la croissance économique de Jaworzyna Śląska. À partir de cette date, c'est la manufacture de porcelaine qui prend le relais. Une distillerie de molasses exerce également son activité jusque dans les années 1870. Le premier quart du XXe siècle voit l'établissement de sablières et de gravières. D'importants investissements sont effectués dans la modernisation de l'infrastructure ferroviaire, notamment la construction d'une gare de manœuvre et de triage de locomotives, d'un château d'eau, d'une deuxième gare ferroviaire, etc., ainsi que l'électrification de la ligne Wroclaw-Jaworzyna Śląska-Jelenia.
Au XXIe siècle, le principal employeur est la fabrique de porcelaine « Karolina ».

## Sport
Le club municipal des sports « Karolina » de Jaworzyna Śląska a deux sections : cyclisme et football.

## Tourisme
Il y a un hôtel à Jaworzyna Śląska, le Agroturystyka Milikowice.